# Кониси, Кэнити
Кэнити Кониси (яп. 小西 健一; 20 марта 1909, Хамхын — 20 марта 1986) — японский хоккеист на траве, нападающий. Серебряный призёр летних Олимпийских игр 1932 года.

## Биография
Кэнити Кониси родился 20 марта 1909 года в корейском городе Хамхын (сейчас в КНДР).
Учился на экономическом факультете университета Васэда в Токио, играл в хоккей на траве за его команду.
В 1932 году вошёл в состав сборной Японии по хоккею на траве на летних Олимпийских играх в Лос-Анджелесе и завоевал серебряную медаль. Играл на позиции нападающего, провёл 2 матча, забил 2 мяча в ворота сборной США.
Впоследствии входил в руководство Японской конькобежной федерации и Федерации хоккея Японии. Занимался подготовкой к зимним Олимпийским играм 1972 года в Саппоро. Возглавлял компанию Konishi Sangyo.
Умер 20 марта 1986 года.